# Ойрасе (Аоморі)

40°35′57″ пн. ш. 141°23′52″ сх. д. / 40.59917° пн. ш. 141.39778° сх. д.
Ойрасе́ (яп. おいらせ町, おいらせちょう, МФА: [oi̯ɾase mat͡ɕi̥]) — містечко в Японії, в повіті Камі-Кіта префектури Аоморі. Станом на 1 жовтня 2007 площа містечка становила 71,88 км². Станом на 1 липня 2008 населення містечка становило 24 233 осіб.